# Salebriopsis
Salebriopsis är ett släkte av fjärilar som beskrevs av Hans-Joachim Hannemann 1965. Salebriopsis ingår i familjen mott.
Kladogram enligt Catalogue of Life och Dyntaxa:
| Salebriopsis | \| \| Salebriopsis albicilla \| \| \| \| \| \| Salebriopsis atricapitella \| \| \| \| \| \| Salebriopsis leucacrinella \| \| \| \| |
|              | \| \| Salebriopsis albicilla \| \| \| \| \| \| Salebriopsis atricapitella \| \| \| \| \| \| Salebriopsis leucacrinella \| \| \| \| |
|              | Salebriopsis albicilla |
|              | |
|              | Salebriopsis atricapitella |
|              | |
|              | Salebriopsis leucacrinella |
|              | |